# Encefalopatia alkoholowa Morela
Encefalopatia alkoholowa Morela (ang. Morel's sclerosis) – rzadki wariant zespołu Wernickego lub Korsakowa lub zespół objawowy powtarzających się epizodów zespołu abstynencyjnego. Objawia się sztywnością mięśniową, osłabieniem odruchów ścięgnistych, dyzartrią, zaburzeniami równowagi i apraksją ideomotoryczną. Otępienie w przebiegu tego zespołu przypomina zespół amnestyczny Korsakowa, dodatkowym objawem są urojenia wielkościowe. Obecne są zaburzenia nastroju w kierunku jego podwyższenia z elementami dysforii. Przebieg jest ciężki, a rokowanie poważne. Leczenie wymaga całkowitej abstynencji i suplementacji witamin. Zespół opisał Ferdinand Morel w 1939 roku.